# Opolnica

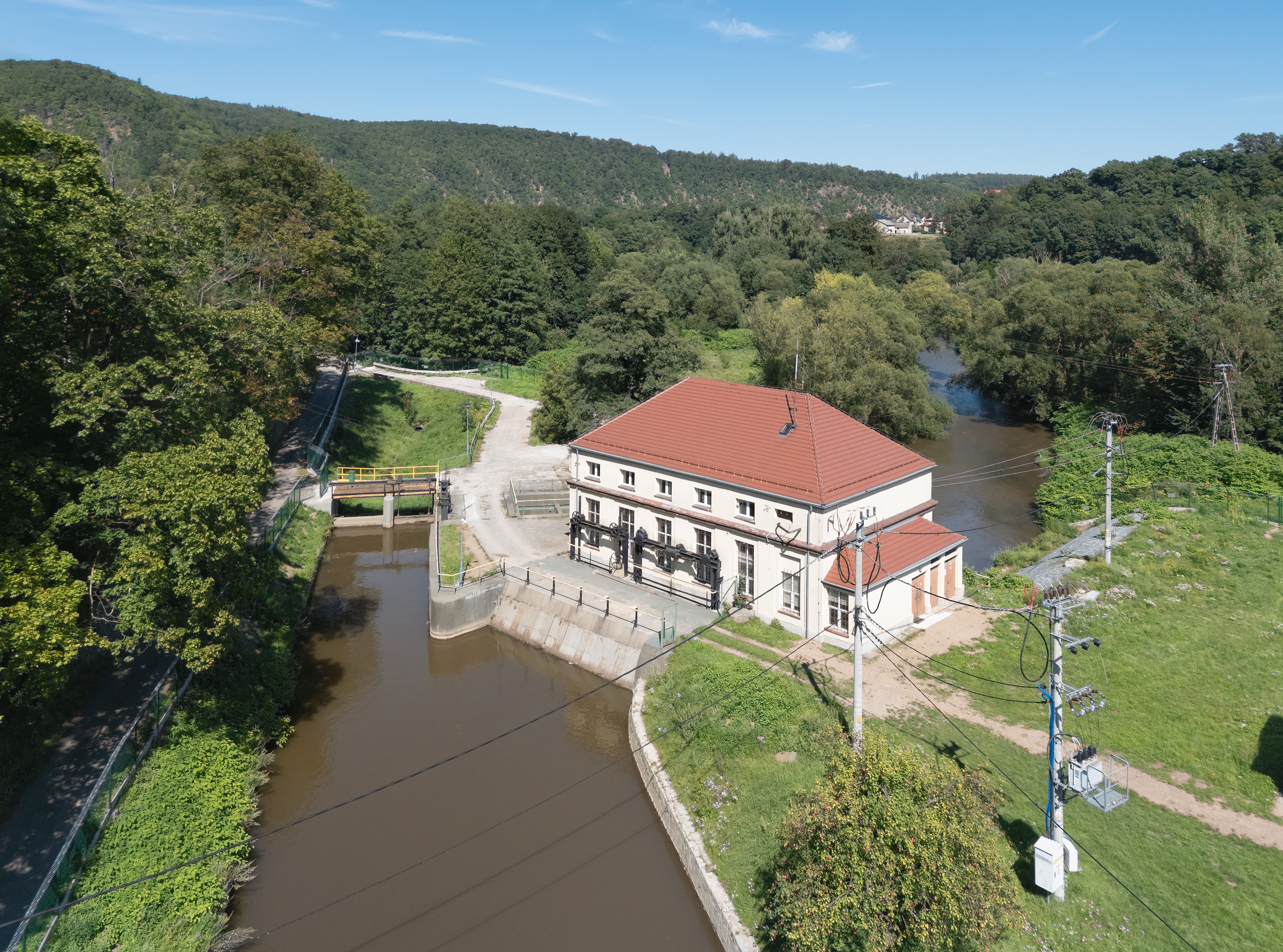
Elektrownia wodna w Opolnicy

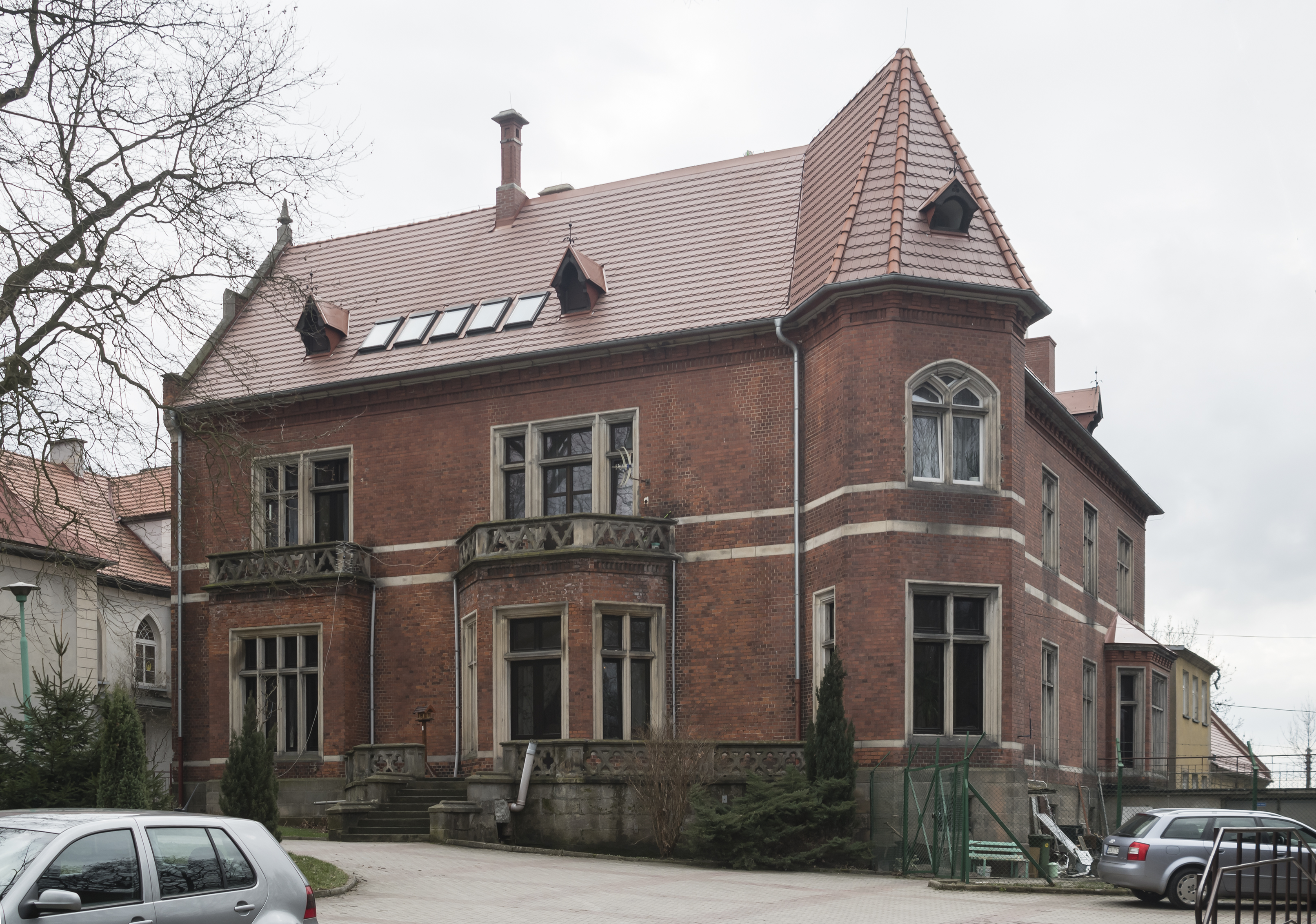
Oficyna Zameczku w Opolnicy

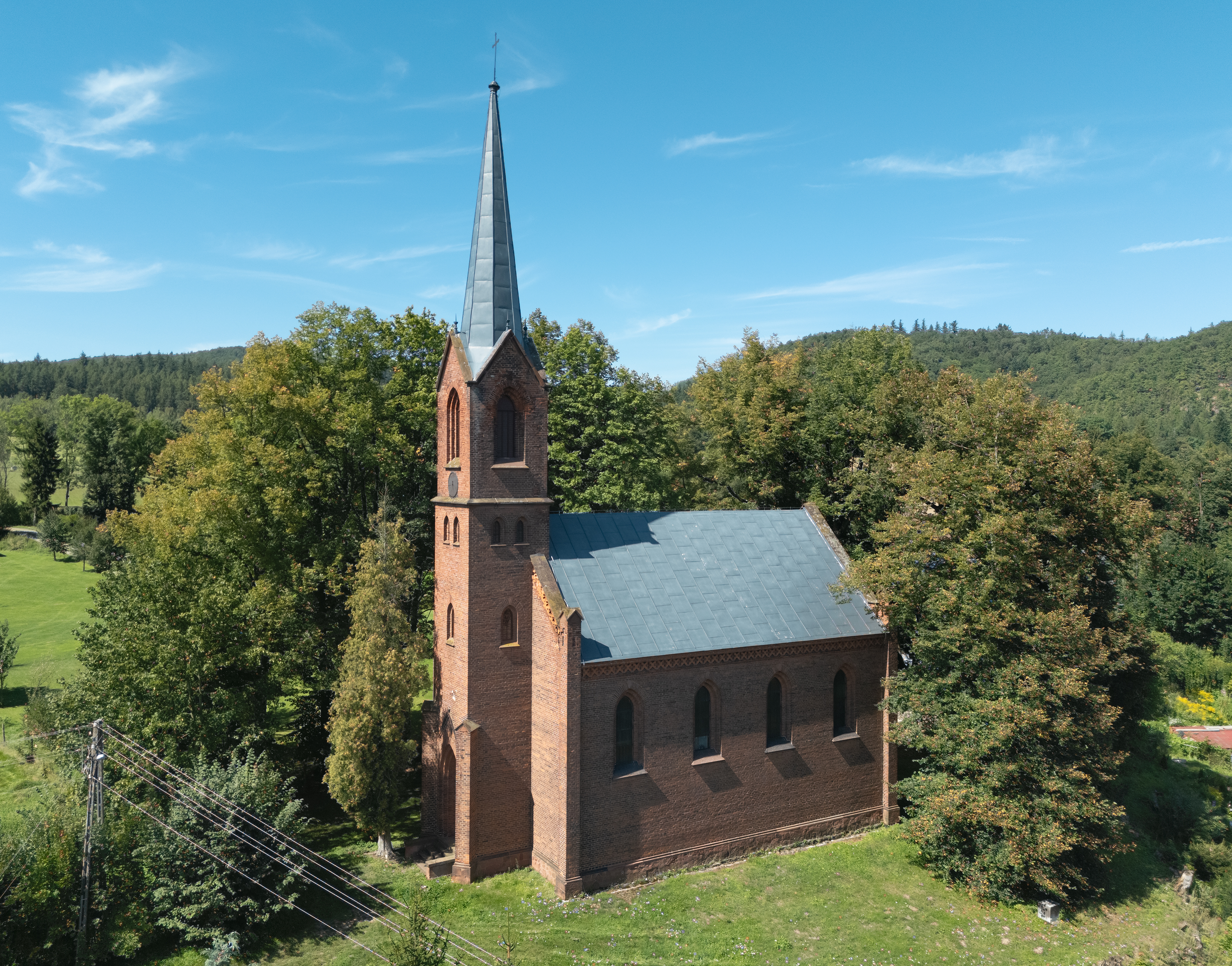
Kościół ewangelicki Zbawiciela

Opolnica (niem. Giersdorf) – wieś w Polsce położona w województwie dolnośląskim, w powiecie ząbkowickim, w gminie Bardo.

## Położenie
Opolnica to wieś położona w centralnej części Gór Bardzkich, po obu stronach Nysy Kłodzkiej, wzdłuż przełomu, na wysokości około 265–275 m n.p.m. Niegdyś jej obie strony miejscowości były ze sobą połączone mostem; dziś już nie istnieje możliwość przeprawy przez rzekę w tym miejscu.

## Podział administracyjny
W latach 1954–1968 w granicach osiedla Bardo.
W latach 1975–1998 miejscowość administracyjnie należała do województwa wałbrzyskiego.

## Historia
Pierwsza wzmianka o Opolnicy pochodzi z roku 1359, z dokumentu dotyczącego zakupu ziemi przez miasto Bardo. Od XVI wieku wieś była ośrodkiem protestantyzmu, od XVII wieku miejscowy kościół należał do ewangelików, wkrótce powstała tam też szkoła ewangelicka. W 1741 roku w miejscowości stacjonowały wojska pruskie, które przez Przełęcz Bardzką wyruszyły na podbój Hrabstwa kłodzkiego. W 1811 r. wybudowany został zameczek. W drugiej połowie XIX wieku w okolicy rozwinęła się turystyka, we wsi funkcjonowała gospoda i były miejsca noclegowe. W końcu XIX wieku na Nysie Kłodzkiej wybudowano hydroelektrownię, dzięki czemu zelektryfikowano sąsiednie miejscowości.
Obecnie Opolnica jest wsią rolniczo-przemysłową, w 1978 roku były tu 53 gospodarstwa rolne, a w 1988 roku ich liczba spadła do 35.

## Nazwa
W roku 1946 miejscowość została włączona do nowo powstałego województwa wrocławskiego na terenie powojennej Polski pod nazwą Chrobrówka, pochodzącą od przydomku króla Bolesława Chrobrego; ostatecznie nazwę ustalono na Opolnica.

## Demografia
Według Narodowego Spisu Powszechnego (III 2011 r.) liczyła 392 mieszkańców. Jest trzecią co do wielkości miejscowością gminy Bardo.

## Zabytki
Do wojewódzkiego rejestru zabytków wpisany jest:
- zespół zameczku myśliwskiego, z połowy XIX w., 1884 r.:
  - zameczek myśliwski
  - dwie oficyny.

Zabytki nieistniejące:
- dwór rodziny Burghausów, renesansowy, z początku XVI w., przebudowany w XIX w., był najcenniejszym zabytkiem wsi. Dwór ten został uszkodzony w 1945 r., popadł w ruinę i został rozebrany w latach 70. XX wieku. Wewnątrz znajdowała się interesująca, spiralna, drewniana klatka schodowa, drewniane stropy belkowe i sklepienia kolebkowe z lunetami, a okna ujęte były w kamienne opaski. Z dworu zachowały się tylko nikłe fragmenty murów[10].

## Szlaki turystyczne
Przez Opolnicę prowadzi  szlak turystyczny z Barda na Przełęcz Srebrną.

## Religia
Na terenie wsi działalność duszpasterską prowadzi filiał Kościoła Ewangelicko-Augsburskiego.